# 千葉県道261号松戸柏線
千葉県道261号松戸柏線（ちばけんどう261ごう まつどかしわせん）は、千葉県松戸市根本の「根本」交差点から、国道6号との重複を経て柏市柏三丁目に至る道路（一般県道）である。総延長はおよそ10.5km、単独区間の実延長はおよそ6km。
この道路の単独区間は「旧水戸街道」とも呼ばれる。また、現在の4車線の国道6号が整備される以前はこちらが国道6号だった。

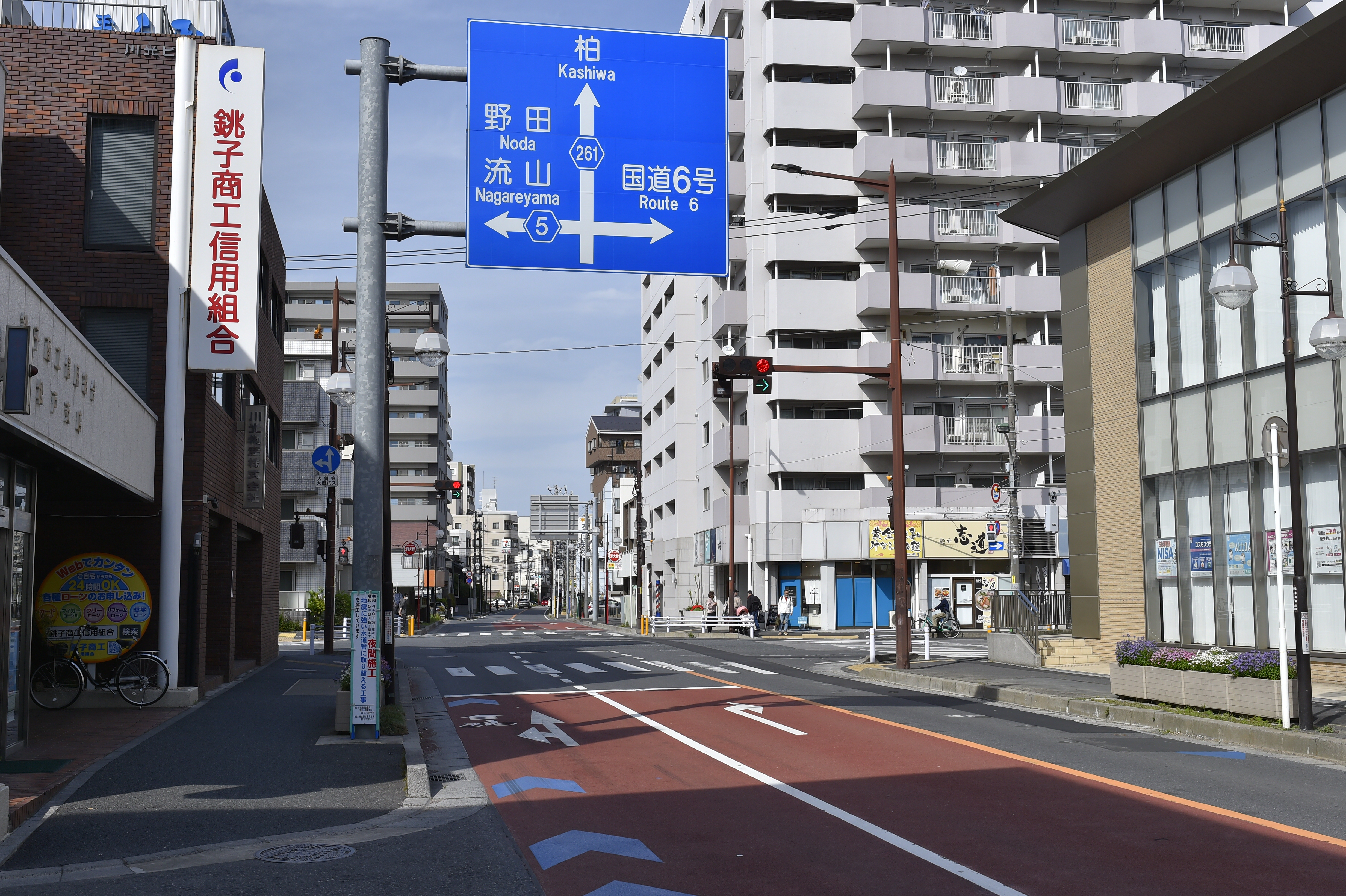
千葉県道261号松戸柏線
起点の根本交差点（2023年4月）

## 路線データ
- 起点：千葉県松戸市根本 「根本」交差点
- 終点：千葉県柏市柏三丁目 千葉県道282号柏印西線との交差点
- 総延長：*.* km（柏土木事務所管内：4.232 km、東葛飾土木事務所管内：*.* km）
- 重用延長：*.* km（柏土木事務所管内：0.730 km[1]、東葛飾土木事務所管内：*.* km）
- 未供用延長：なし（柏土木事務所管内：*.* km、東葛飾土木事務所管内：*.* km）
- 実延長：6.024 km（柏土木事務所管内：3.502 km[1]、東葛飾土木事務所管内：2.522 km[2]）

## 歴史
- 1962年11月16日 - 千葉県告示第506号において認定。（261号松戸柏線 - 松戸市根木内から柏市柏）

## 路線状況

### 重複区間
- 国道6号（松戸市上本郷 「上本郷」交差点 - 松戸市根木内 「根木内」交差点）
- 千葉県道57号千葉鎌ケ谷松戸線、千葉県道280号白井流山線 （松戸市根木内 「根木内」交差点 - 松戸市根木内地内）
- 千葉県道51号市川柏線（柏市泉町「若葉町」交差点 - 終点）

### 道路施設
- 根本跨線人道橋（JR常磐線、松戸市根本 - 同市竹ケ花）
- 新浜跨線橋（JR常磐線、松戸市竹ケ花）

## 地理

### 通過する自治体
- 千葉県松戸市 - 柏市 - 流山市 - 柏市

### 交差する道路
- 千葉県道5号松戸野田線（起点）
- 国道6号（重複）
- 千葉県道199号馬橋停車場線（松戸市馬橋 「駅入口」交差点）
- 千葉県道57号千葉鎌ケ谷松戸線、千葉県道280号白井流山線 （重複）
- 千葉県道51号市川柏線（重複）